# Eduard von Schleich
Eduard Ritter von Schleich (Munique, 9 de agosto de 1888 — Dießen, 15 de novembro de 1947) foi um piloto alemão durante a Primeira Guerra Mundial e, no pós guerra, fez carreira na Luftwaffe onde subiu até ao posto de Tenente-general e participou na Segunda Guerra Mundial. Apesar de só prestar serviço como piloto durante 14 meses, abateu 35 aeronaves inimigas durante a Primeira Guerra, o que fez dele um ás da aviação.